# 新田祐一
新田 祐一（にった ゆういち）は日本の男性声優。主にアダルトゲームに声をあてている。

## 出演作品
太字は主役・メインキャラクター

### ゲーム

#### 2003年
- ALMA〜ずっとそばに…〜（四堂隆臣）[1]
- ななみとこのみのおしえてA・B・C（井上雅尚）

#### 2004年
- ALMA 〜ずっとそばに…〜 Complete Edition（四堂隆臣）

#### 2005年
- THE GOD OF DEATH（西崎晴男）
- 智代アフター 〜It's a Wonderful Life〜（朋也）
- はじめてのおてつだい（井上雅尚）
- ROSARIUM -繋がれた少年-（ルカ）[2]

#### 2006年
- レイナナ（中居桐人）

#### 2007年
- 神曲奏界ポリフォニカ3&4話完結編（ドミティエム、少年）※非18禁
- デモンパラサイト 〜悪魔のような天使の彼女〜（立石義春）※非18禁

#### 2008年
- 5 -ファイブ-（オキクル）

#### 2009年
- 魔王と踊れ! II change of the world（ソロン・アンジュー）[3]

#### 2011年
- ノーブルリージュ!（アッシュ）[4]※非18禁